# Tiziano Vecellio
Tiziano Vecellio (Pieve di Cadore, Veneto, 1488/1490? – Velence, 1576. augusztus 27.) a velencei érett reneszánsz egyik legnagyobb festője, a híres triász, Tiziano, Paolo Veronese (1528–1588) és Tintoretto (1518–1594) legidősebb tagja. Hármuk munkássága a velencei festészet legragyogóbb korszakát reprezentálja.

## Élete

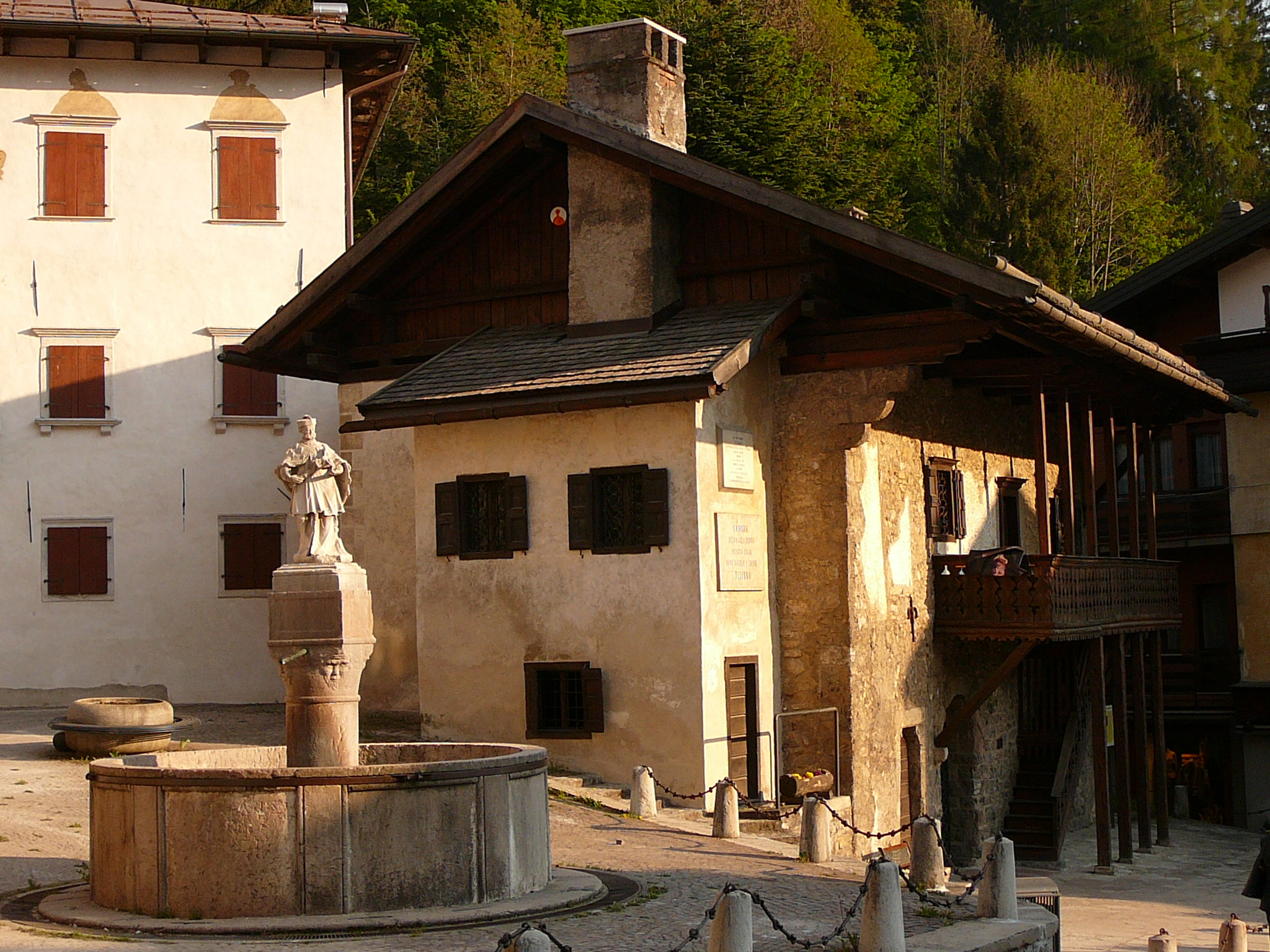
Szülőháza Pieve di Cadoréban

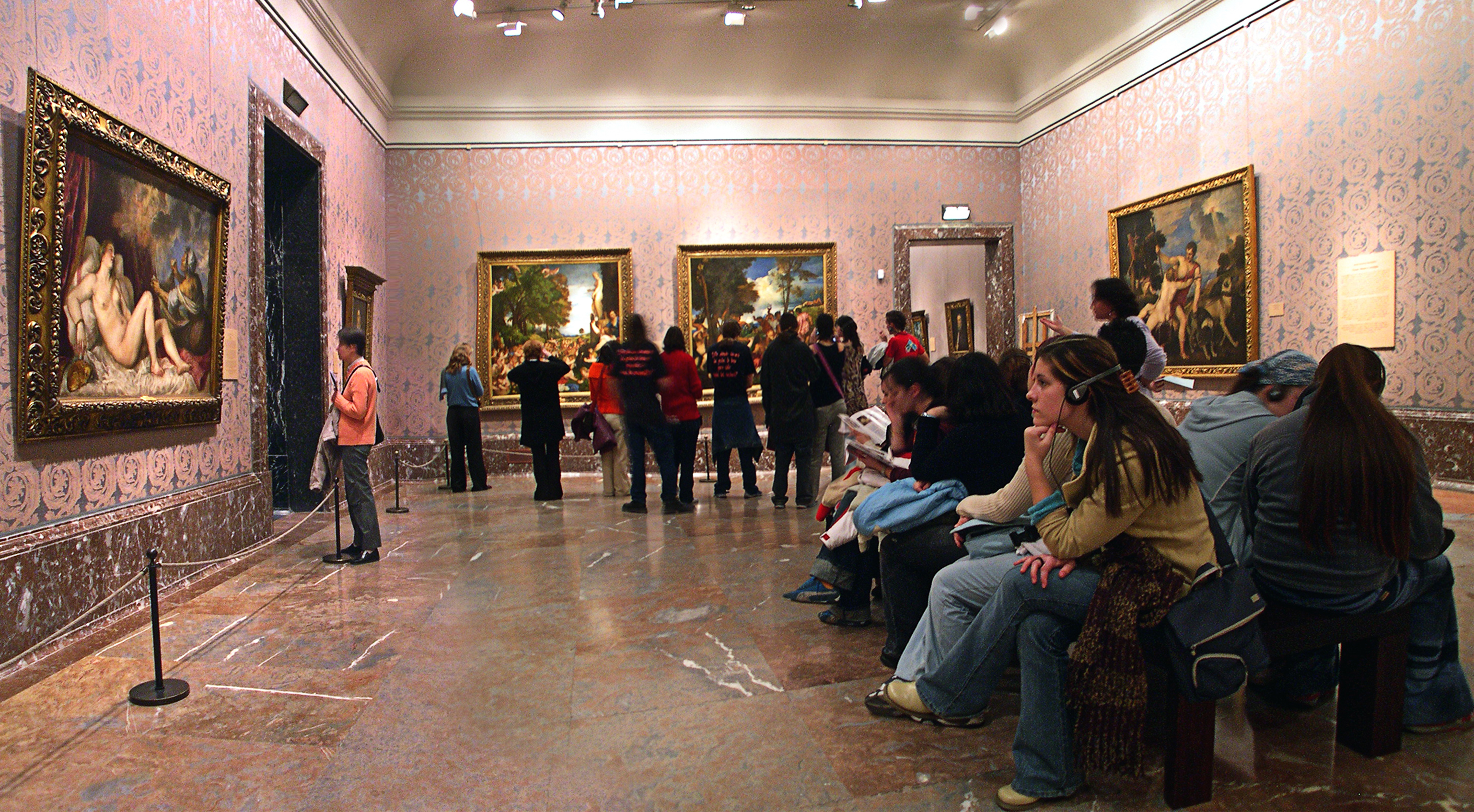
Tiziano kiállítóterem a madridi Pradóban

Születési éve hivatalosan 1477, ahogy ezt egy II. Fülöp királynak írt levelében említette, de néhány művészettörténész ezt valószínűtlennek tartja, mivel ha ez igaz, 99 évesen halt volna meg. Jómódú paraszt szülei testvérével együtt kilenc-tízéves korában Velencébe küldték a Dolomitok déli lejtőjén épült falujukból nagybátyjukhoz, hogy mozaikrakó mesterséget tanuljon. Tiziano Sebastiano Zuccati mozaikkészítőnél, majd Gentile Bellininél, a legnevesebb velencei művészcsalád egyik tagjánál tanult, később átkerült Giovannihoz, az előbbi fivéréhez, majd Giorgione műhelyébe szegődött, ahol hamarosan mesterével egyenrangú tekintéllyé vált.
Giorgione haláláig több közös munkát vállaltak. Együtt fejlesztették ki az olajfestés új technikáit. 1511-ben Padovába ment, és ott több sorozat nagy freskóképet alkotott, illetve készítette el azok kompozícióit, ami után a Scuola del Carmine és a Scuola del Santo freskóit nagyrészt Campagnola Domenico padovai festő festette meg. Velencébe visszatérve nagyon sokat dolgozott. 1516-ban, Bellini halála után ő lett a köztársaság hivatalos festője. Ebbéli minőségében meg kellett festenie az uralkodó dózsék portréját a Dózsepalota számára, viszont részt vehetett a palota dekorálásában. Emellett sok megrendelést kapott a ferrarai és a mantovai hercegtől is.
Életrajzírói szerint jó modorú, vonzó férfi és jó társalgó volt. „Tiziano mindig egészséges volt és oly boldog, mint kevés mester az ő szakmájában: az ég csupa szerencsét és áldást adott neki. Velencei házában látni lehetett minden fejedelmet, tudóst és kiváló személyt, aki ez idő tájt a városba jött vagy itt élt; mert ő nemcsak a művészetben volt nagyszerű, hanem szeretetreméltó, jó modorú, szelíd erkölcsű és viselkedésű ember is volt” — dicsérte őt 1568-ban megjelent életrajzában Giorgio Vasari.
Vezérszerepet játszott Velence művészi életében, a ferrarai és mantovai udvaron kívül az urbinói herceg is kereste barátságát, Rómában III. Pál pápa vendége volt, V. Károly császár pedig 1533-ban portréfestőjévé és palotagróffá nevezte ki. A császár összebarátkozott a festővel, aki kétszer is hosszabb időt töltött udvarában (Augsburgban). Károly utóda, II. Fülöp is támogatta, és megbízásokkal látta el. 1548–50-ben az augsburgi német birodalmi gyűlésen is jelen volt.
Jó barátja volt a reneszánsz udvarok szatirikus költője, Pietro Aretino, akinek arcát több képén is megörökítette.
Mivel ahhoz, hogy a megrendelések végtelen tömegének eleget tegyen, még hosszú élete végéig megőrzött, óriási alkotó ereje sem volt elegendő, képeinek megfestését gyakran tanítványaira bízta. Egy ismert anekdota szerint egy darabig az ő műhelyében dolgozott Tintoretto is, de az idős mester szakmai féltékenységi rohamában elkergette, majd később kizárta a velencei könyvtár egy pályázatáról.
1576-ban egy pestisjárvány vitte el.

## Művészete

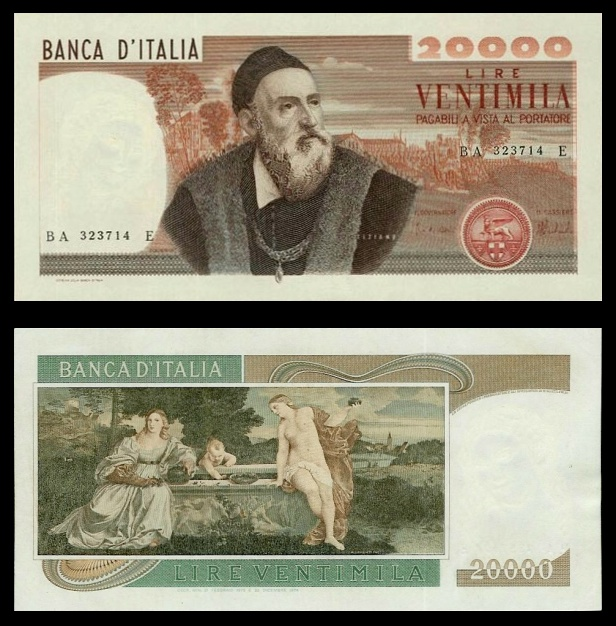
Olasz 20 000 lírás bankjegy Tiziano portréjával, amely típust egyetlen évben, 1975-ben bocsátották csak ki

A velencei reneszánsz beteljesítőjeként a festészet csaknem minden műfajában alkotott. Azzal együtt, hogy elismerten ő volt korának legnagyobb portréfestője, ő festette az olasz reneszánsz első tájképét. Fő témája a tökéletes külsejű ember volt, aki testi és egyúttal lelki szépségével maga is része a táj, a természet szépségének. Az érzékletes jelenségek szépségét megörökítve nemcsak azok mulandóságát ragadta meg, de egyúttal klasszikus örökkévalóságukat is. Monumentális mitológiai és történelmi kompozícióit a reneszánsz szépség, biztonság és életöröm hatja át. Többségüket főúri paloták díszeinek festette; ezek olyan, bonyolult allegóriák, mint:
- „Égi és földi szerelem”,
- „Vénusz ünnep”,
- „Ámor nevelése”,
- „Pásztor és nimfa”,
- „Lukrécia és Tarquinius”.

Eredeti jelentésük, szimbolikájuk mára elhalványult; az értő kortársak számára nyilvánvaló utalásokat legfeljebb sejthetjük.
Vallásos képein Madonna és a szentek végtelen nyugalommal és derűvel töltik be a biblikus történetekben rájuk szabott szerepeket; környezetük (az épületek, a ruhák, a szereplők viselkedése) a korabeli Velencét idézi fel.
Festői módszere a barokkban vált majd hogy nem általánossá: sötét, vörösesbarna lapra fokozatosan hordta fel az egyre világosabb színek rétegeit. Az európai festészetben valószínűleg ő az első olyan mester, akinek ecsetkezelésén és színeinek változásán jól végigkövethető életútja. Fiatalon a gyorsan elérhető, nem kevéssé meglepő hatásokra törekedett; idősebb korában színezése végre egységes és ragyogó lett, de már nem oly üde, mint élete első kétharmadában. Utolsó éveiben látása megromlott, de a festést nem hagyta abba; ez korszaka már átvezet a manierizmusba.
Stílusa valószínűleg Giorgione hatása alatt fejlődött ki. Együtt készítették 1507–1508-ban a velencei Fondaco de’Tedeschi homlokzati freskóképeit — sajnos, ezek majdnem teljesen elpusztultak.
Velencébe visszatérte után első két nagyszabású munkája az Égi és földi szerelem (1512–1516) és a Mária mennybevétele (oltárkép, 1518, ferencesek temploma). Ez utóbbi hozta meg számára a hírnevet, ettől vált a város művészetének megfellebbezhetetlen tekintélyévé.
1531-ben fejezte be a Dózsepalota számára vászonra festett nagy, dekoratív falképét, mely a szent Márk által a szent Szűz kegyelmébe ajánlott Gritti dózsét ábrázolta. Ez és a palota nagy terme számára festett híres, nagy Háború (1537) 1577-ben elégett, tehát csak másolatokból ismerjük őket.
1555-ben kezdte el a Hit nagy dekoratív képét, amelyet két évtizeddel korábban még Antonio Grimani dózse rendelt meg a Dózsepalota számára, és amelyen jól láthatók élete utolsó korszakának stílusjegyei.

## Fontosabb művei
- Mária gyermekével és Szent Pállal (1510 körül) (45,7x55,9 cm)
- Égi és földi szerelem (1512–1516) (118x279 cm) Galleria Borghese, Róma
- Mária mennybevétele (1516–18)[12]
- Bacchus and Ariadne (1523–24) (olaj-vászon, 175 x 190 cm), National Gallery, London
- Urbinói Vénusz (1538) (119x165 cm), Galleria degli Uffizi, Firenze
- II. Federico Gonzaga képmása
- Izabella császárné arcképe (1534–1536) (102x64 cm), Kunsthistorisches Museum, Bécs
- Mária templomba menetele (1534–38) (olaj, vászon, 345x775 cm), Galleria dell’Accademia, Velence
- Mária mennybevétele (1534–38) (345x775 cm), Galleria dell’Accademia, Velence
- Andrea Gritti dózse portréja (1540)
- Ecce homo (Íme az ember) (1543) (241 x 361 cm), Kunsthistorisches Museum, Bécs
- V. Károly császár (1548, 209,5 x 122 cm, München, Staatliche Pinakothek)
- A szenvedő Szűz Mária (1550 körül) (68 x 53 cm, Madrid, Prado)
- Marcantonio Trivisano dózse képmása (1553–1554 körül, 100x86,5 cm, Szépművészeti Múzeum (Budapest))
- Vénusz tükörrel (1555 körül). Sablon:National Gallery of Art
- Madonna a gyermekkel esti tájban (1550–1560 között, 174x133 cm, München, Staatliche Pinakothek
- Önarckép (1562 körül) (96 x 75 cm, Staatliche Museen zu Berlin)
- Önarckép (1567, Madrid, Prado)
- Pietà (1570–1576, 378 x 347cm, Velence, Galleria dell’Accademia)
- Krisztus töviskoronázása (1570–1571, 280x182 cm, München, Staatliche Pinakothek)
- Káin és Ábel
- Marszüasz megnyúzása (1571–76) Kroměříž, Főegyházmegyei Múzeum

## Galéria

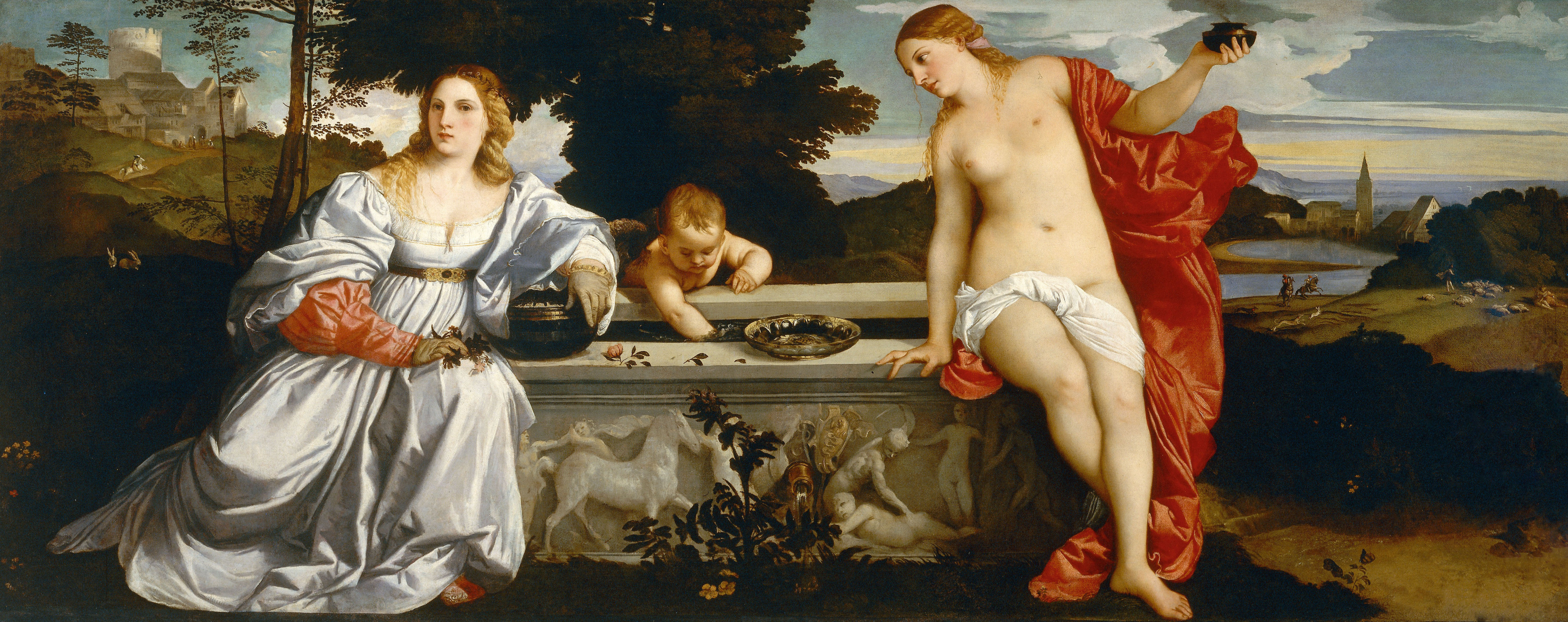
Égi és földi szerelem (1512–1514), Róma, Galleria Borghese

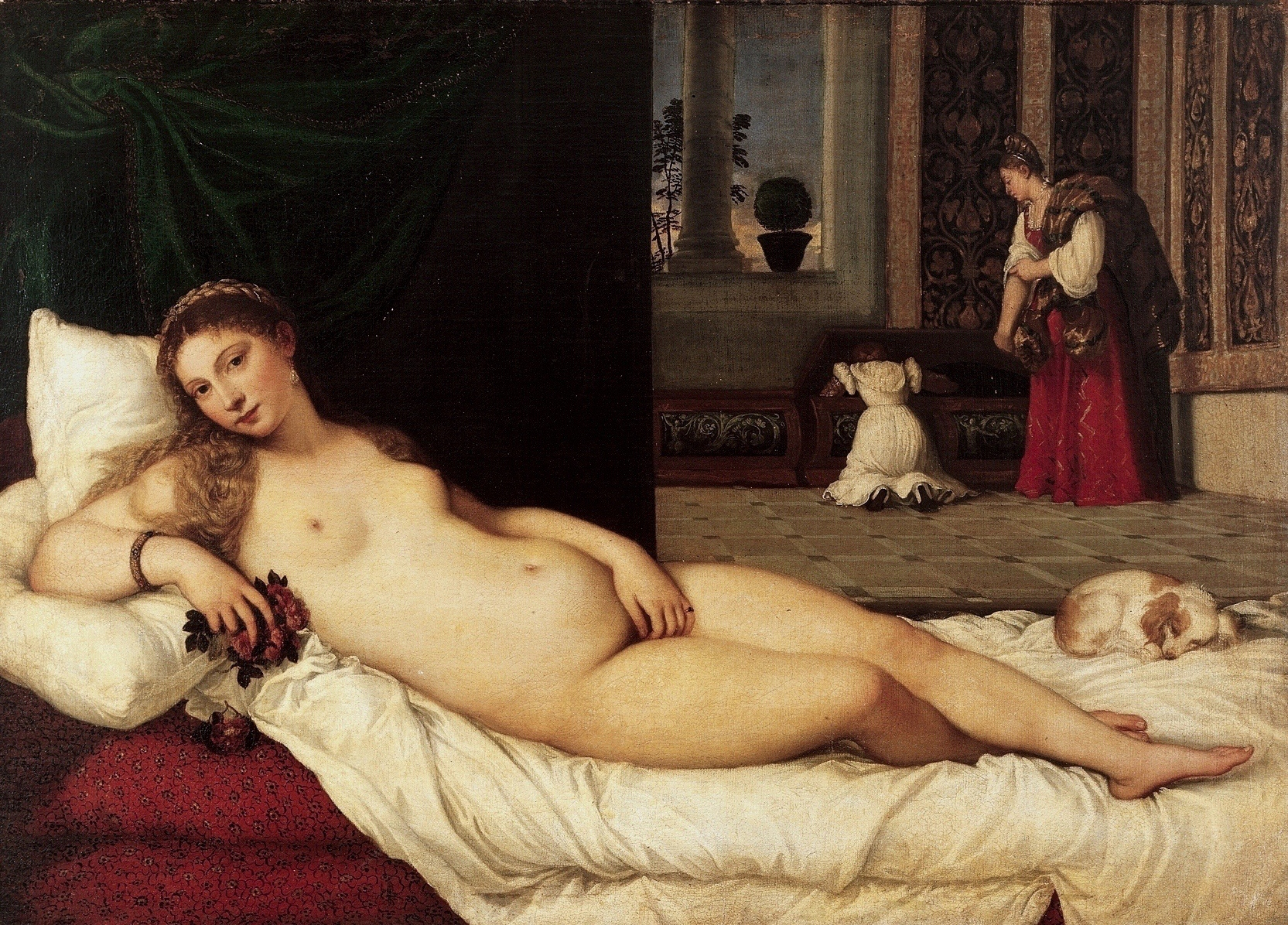
Urbinói Vénusz (1538, Uffizi, Firenze)
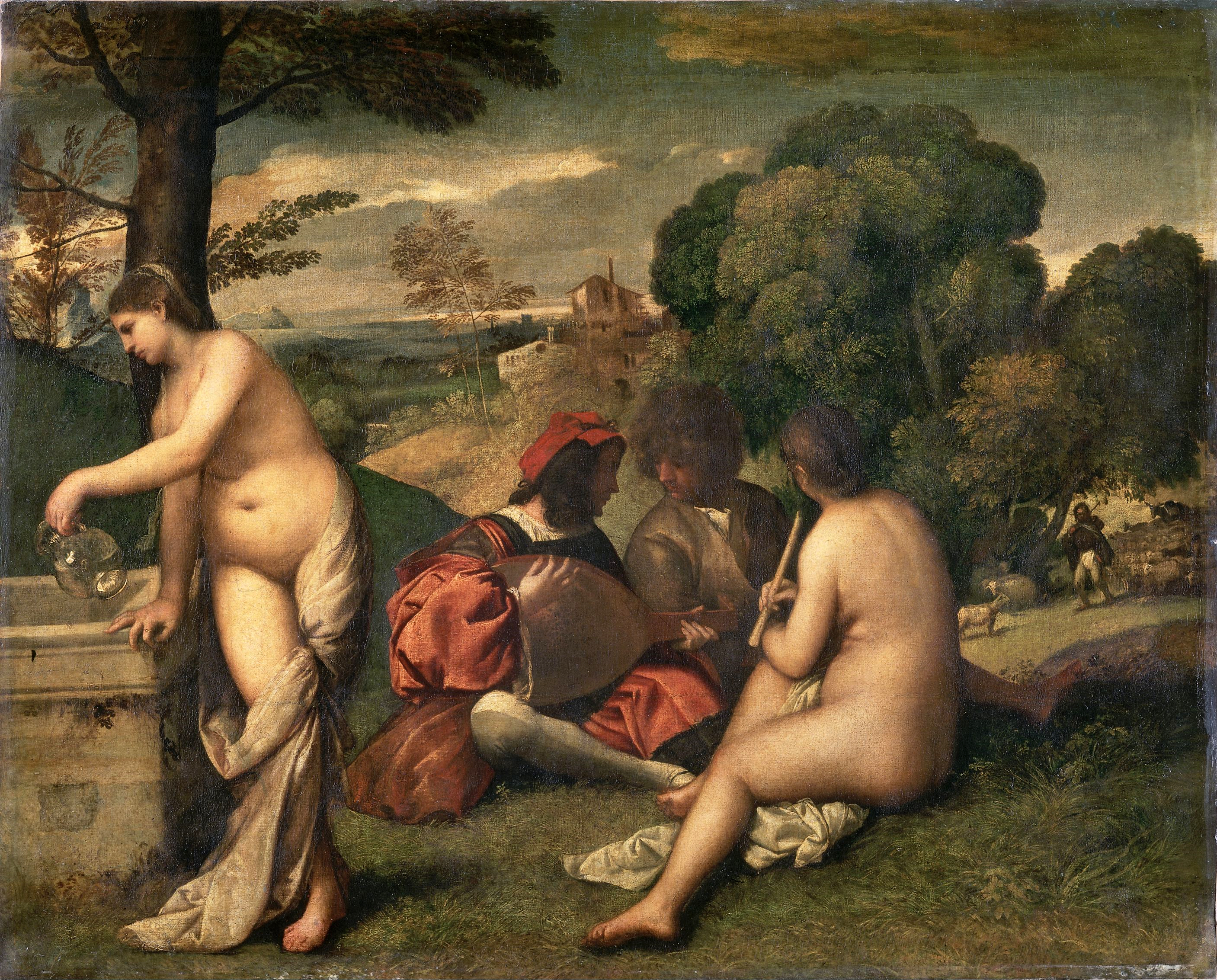
Fiesta campestre (1510 körül)
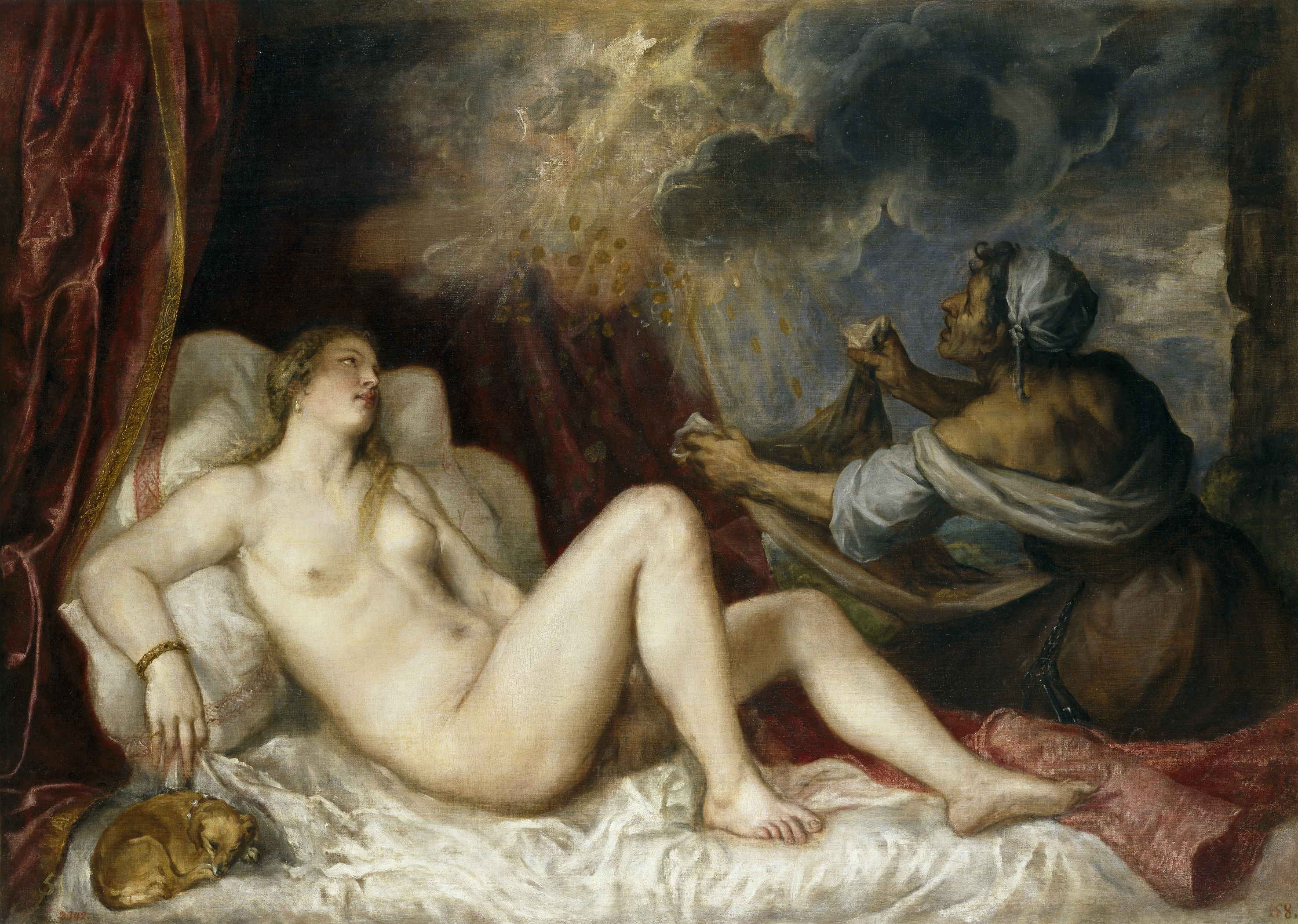
Danaë (1538)
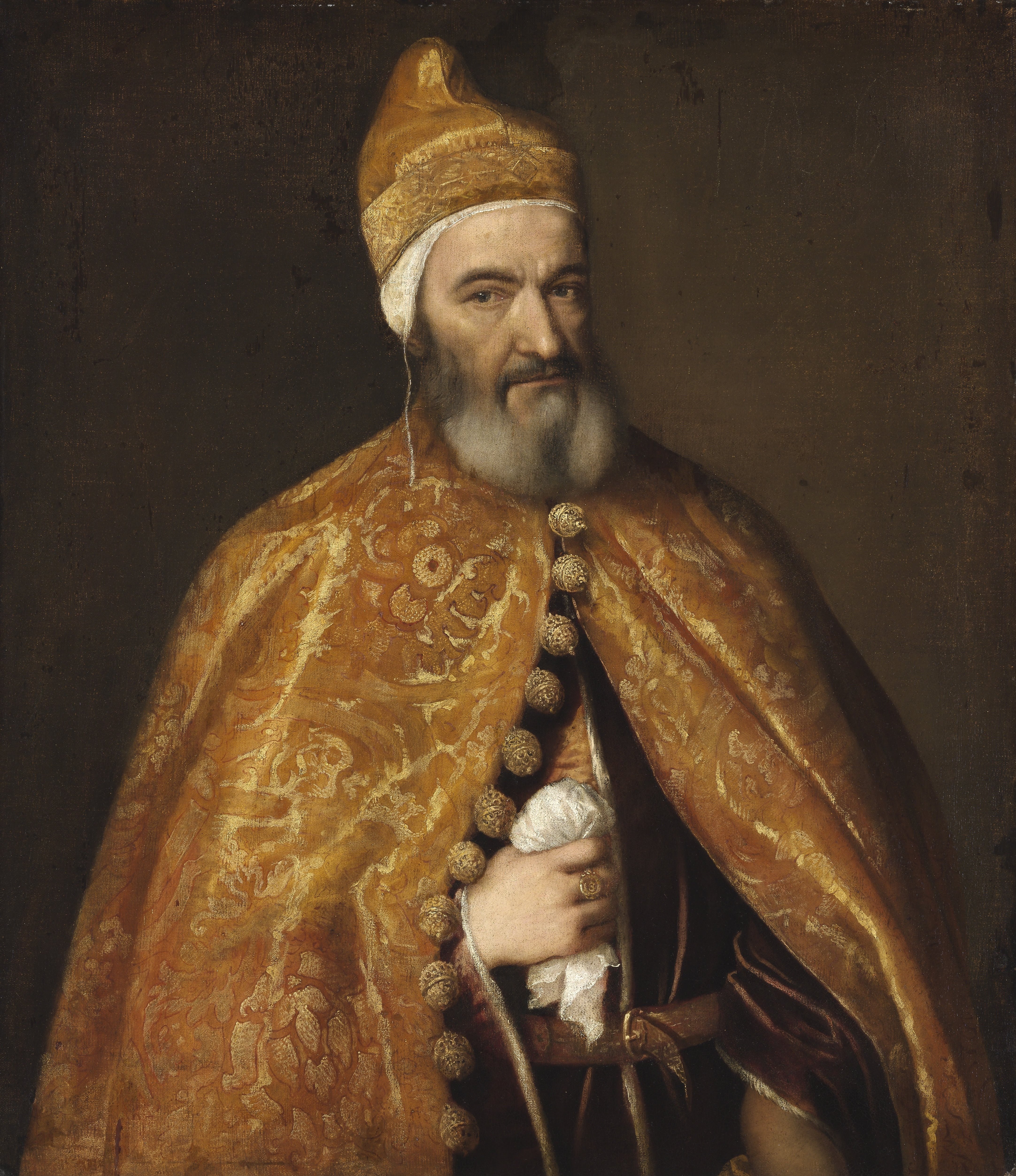
Marcantonio Trivisano dózse képmása (1553-54 körül, Szépművészeti Múzeum (Budapest)

Portrék
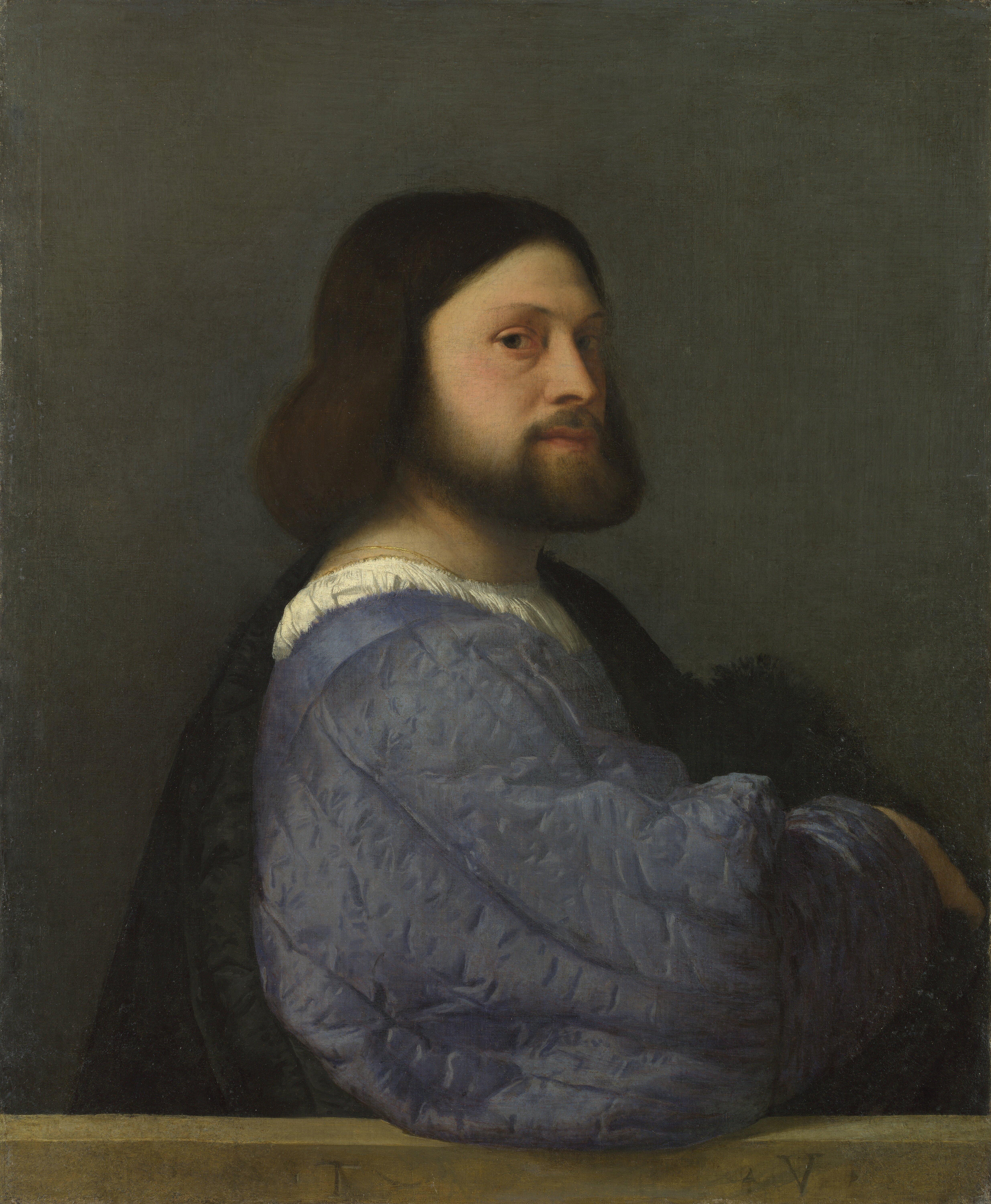
Lehetséges önarcképe (1510)
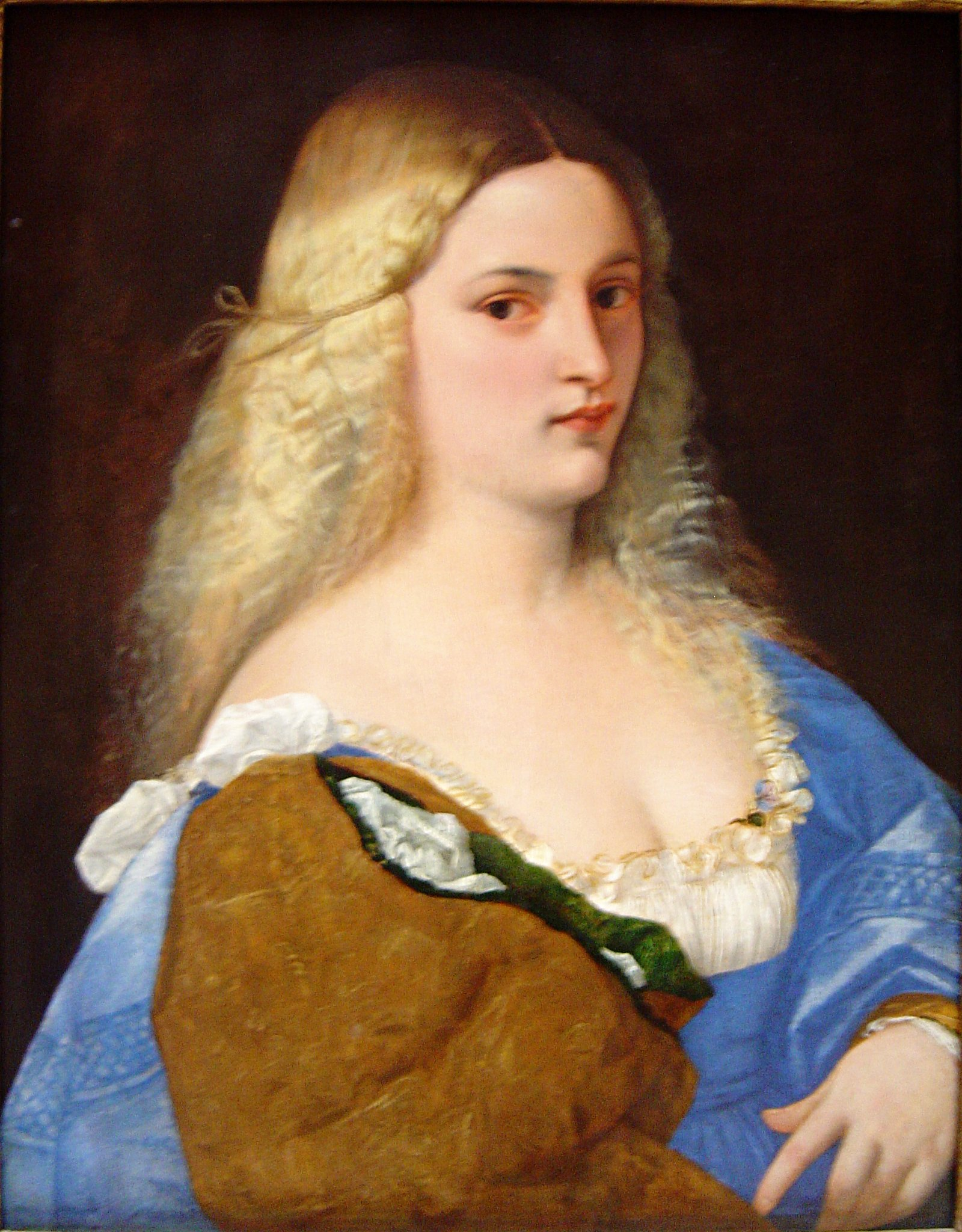
Violante, Andrea del Vecchio lánya (1515 k.)
Fiatal nő tükörrel (1515), Louvre, Párizs
Federico II Gonzaga (1525)
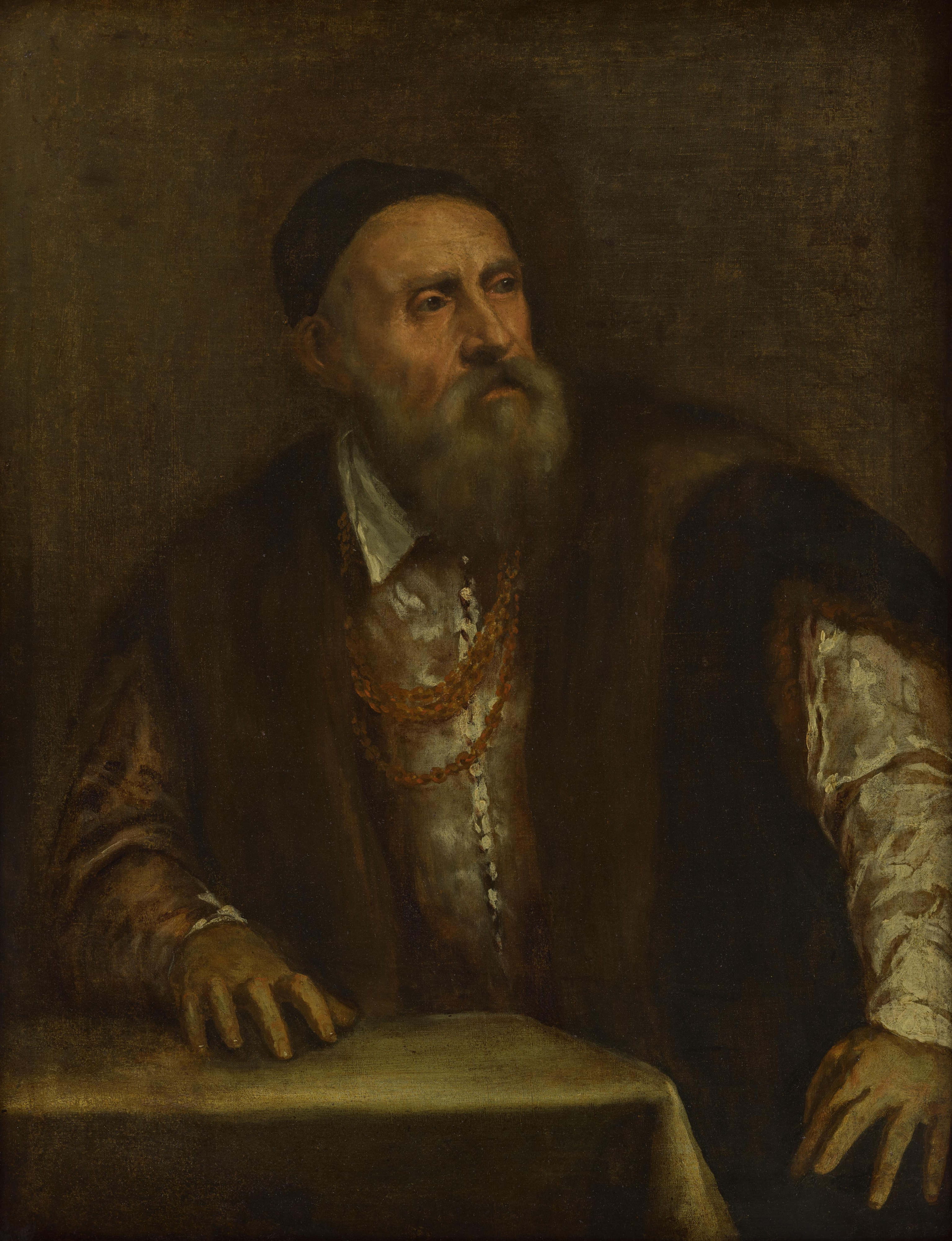
Önarckép (1550–1560)

Egyéb festmények
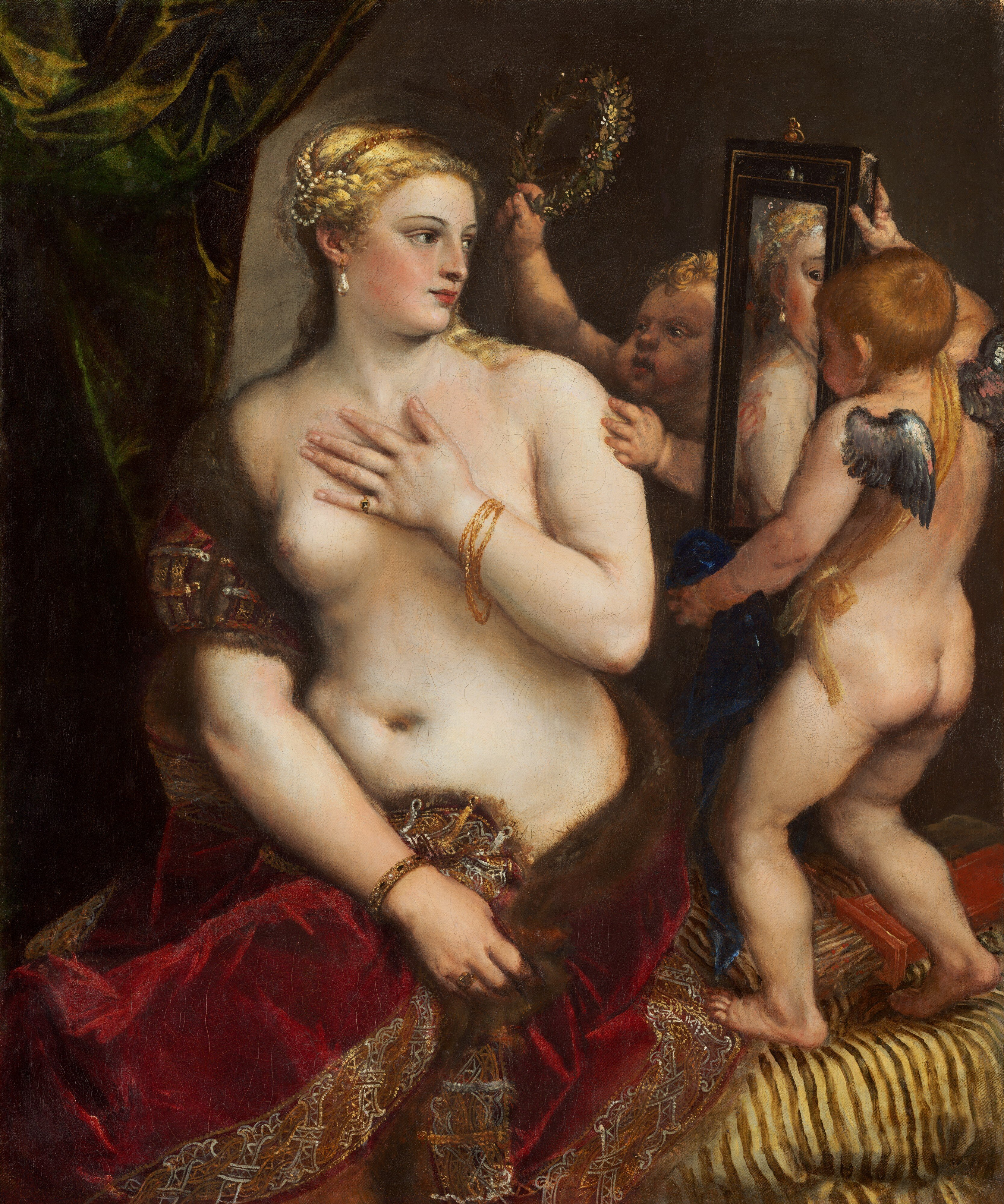
Vénusz tükörrel (1555)
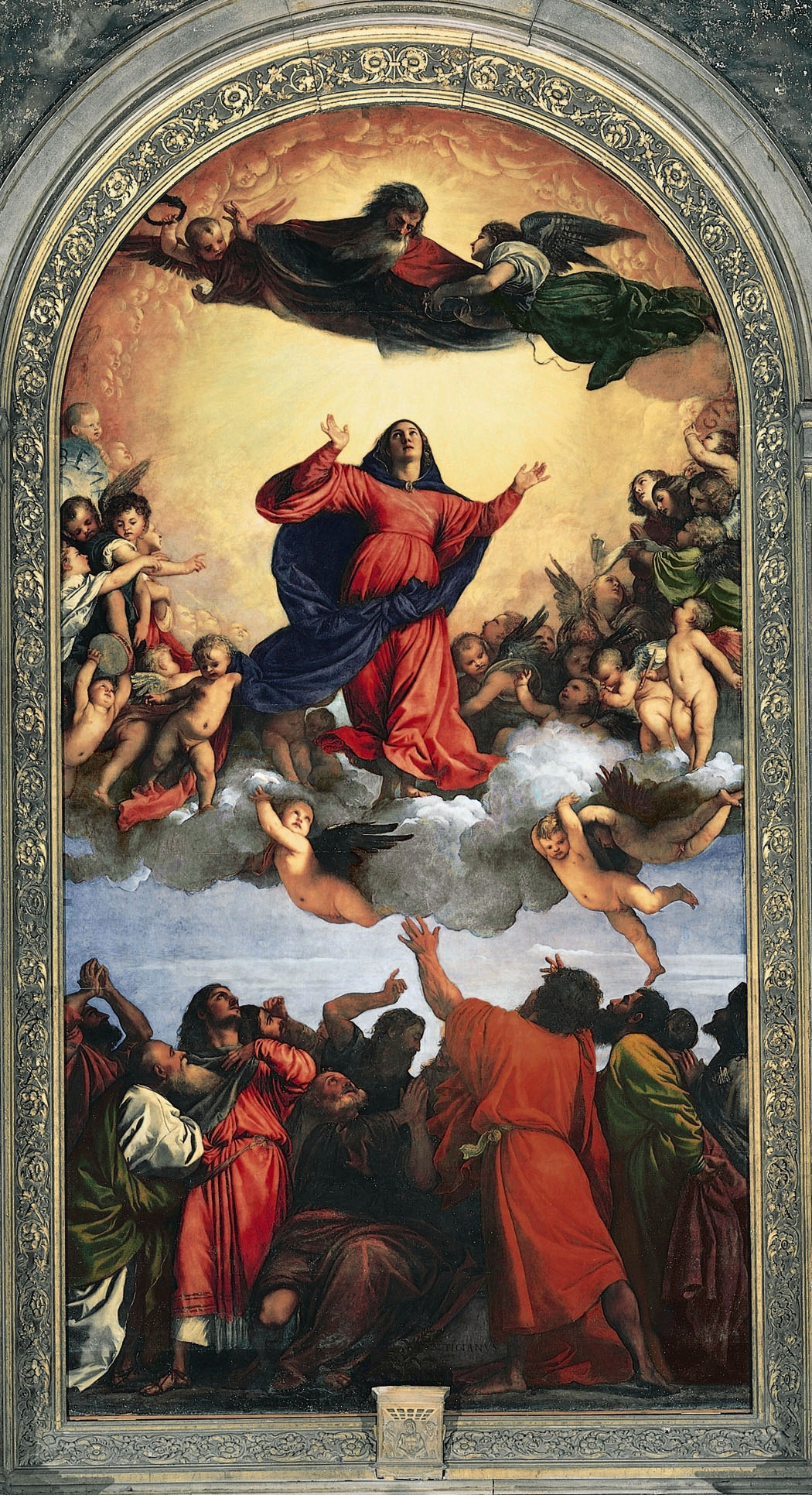
Mária mennybevétele (1516–1518)
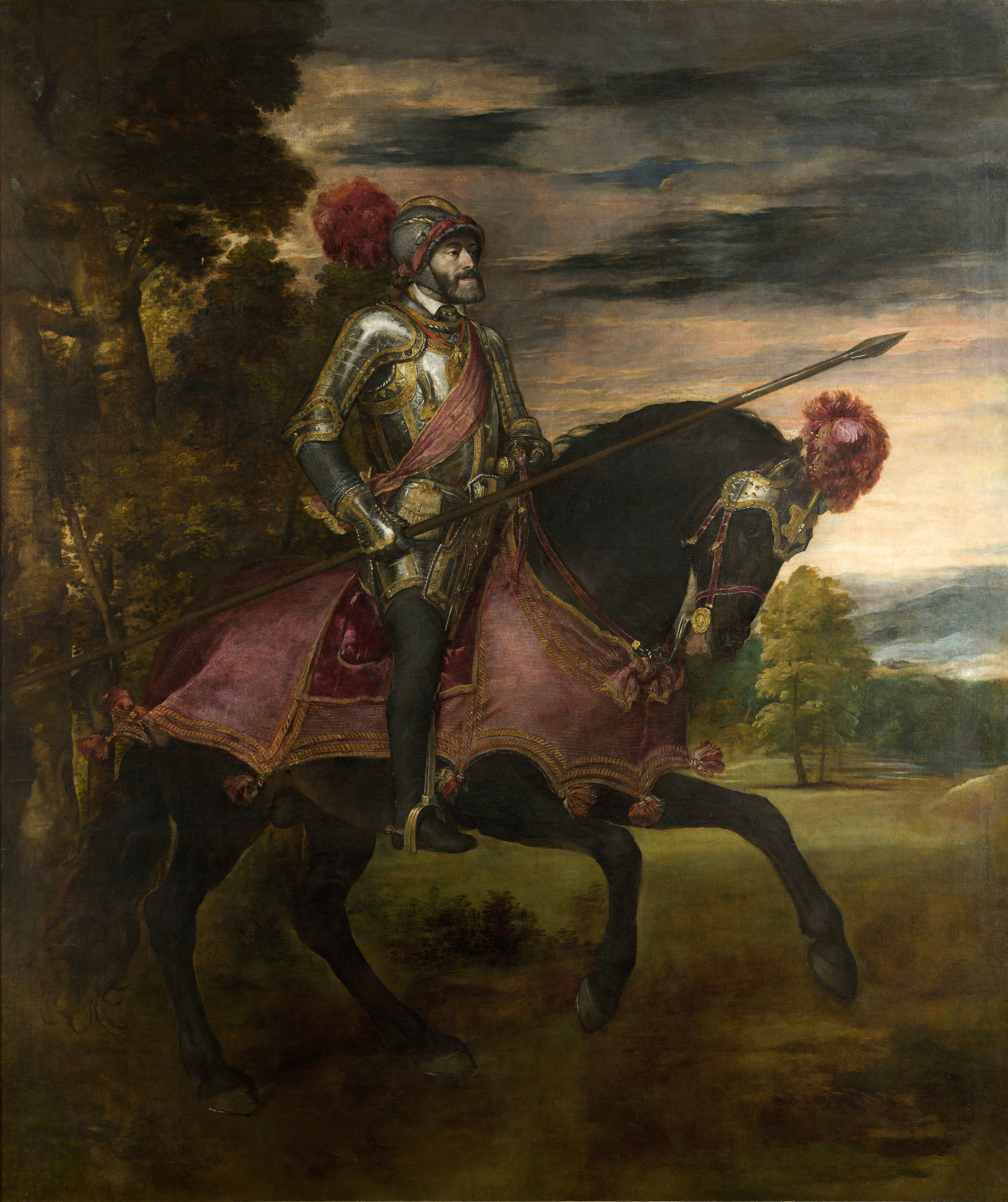
V. Károly császár (1548)
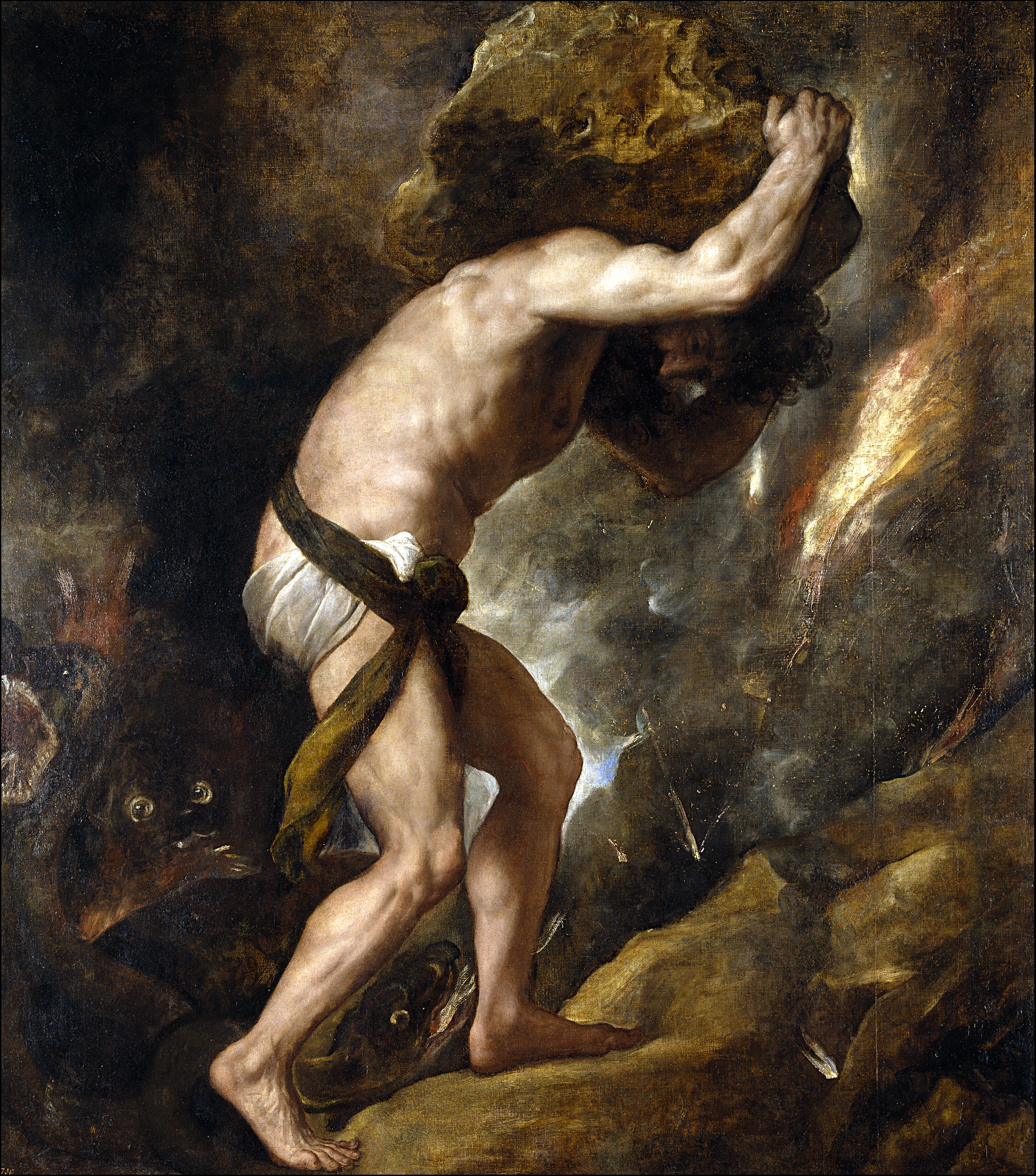
Sziszüphosz (1548–1549)
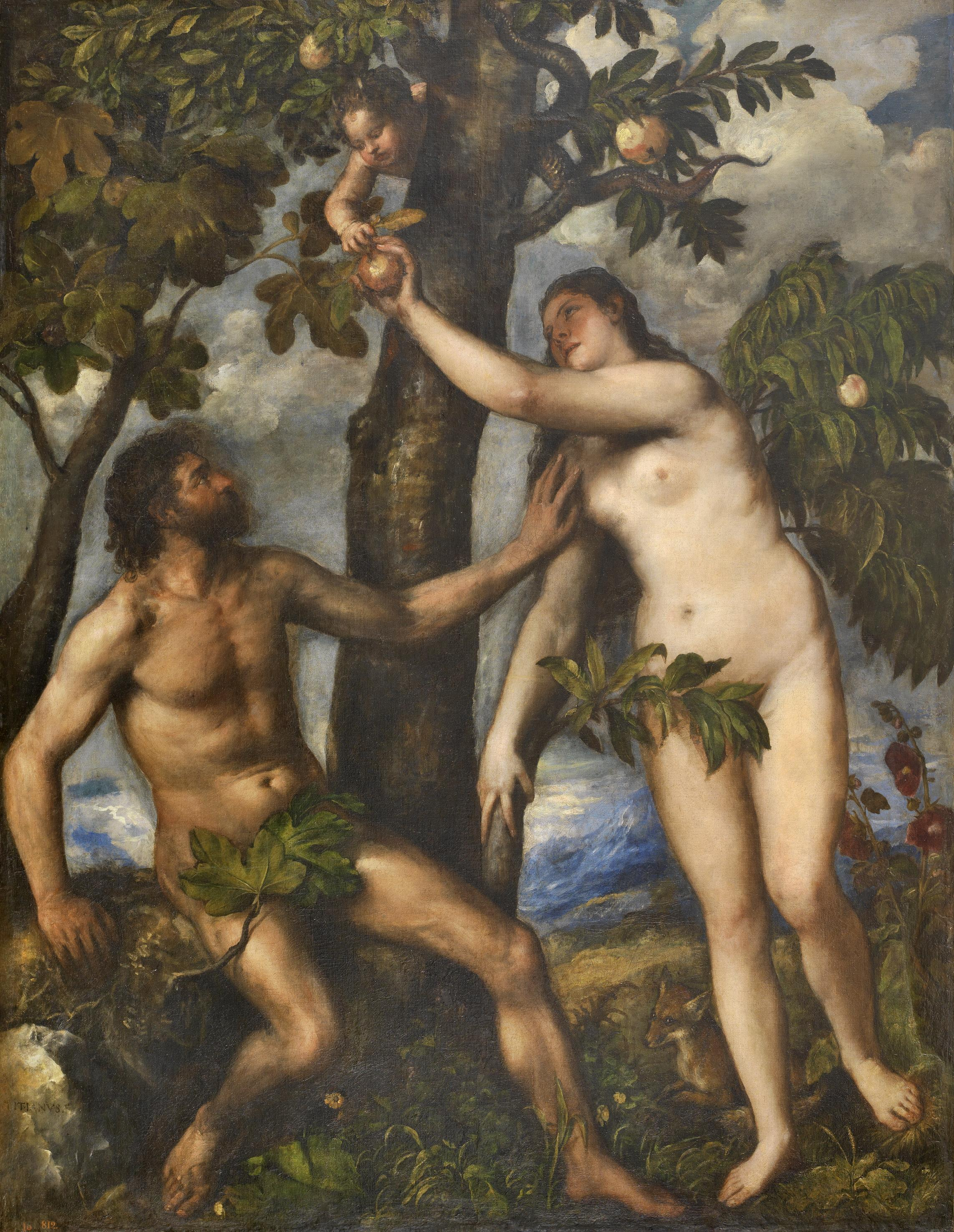
Ádám és Éva (1550 k.)